# Muhoborci
Muhoborci so povest Frana Milčinskega iz leta 1912. Avtor je delu dal podnaslov Domorodna povest. 

## Vsebina
Muhobor je bil trg na Slovenskem, ki je imel slavno zgodovino in zgledno sedanjost, manjkala mu je edino sodnija. Na to jih je opozoril odvetnik dr. Franc Gad na volilnem shodu, ko se jim je prišel predstavit kot kandidat za državni zbor. Karizmatično jim je predstavil svoj predlog in jih pridobil na svojo stran. V gostilni pri Pikapolonici je živahna družba čakala kandidata in se pogovarjala o njem. Upokojeni nadučitelj in tajnik Podržaj je imel hudomušne pripombe in se nedostojno šalil ter s tem žalil. Prišel je Gad in bil negativno presenečen nad prizorom. Kljub temu je bil izvoljen za državnega poslanca in ni pozabil na svoje obljube. Županja in hči Julka sta se ob svetih treh kraljih odpravili na obisk k sestrični Ani v Luče. Ana je povedala, da je slišala govorice, da se med Podržajevim Jankom, učiteljevim sinom, in Julko nekaj plete. Naslednje jutro je bil Podržaj v občinski pisarni, kamor je prišel župan in mu povedal, kaj je slišala njegova žena v Lučah. Povedal mu je, da tega ne trpi in da naj sinu to prepove ter ga napodi od hiše, saj je lenuh. Podržaj je županu na vse skupaj povedal, da fant ni več otrok, da ima 24 let in da je pameten, saj je hodil na gimnazijo in bil vpisan na Dunaj v visoko šolo. Županu je bil Janko čeden in pošten, vendar je menil, da od tega ne bo mogel živeti. Podržaj mu je povedal, da to tudi njega skrbi, vendar je on njegov edini otrok, z ženo, ki boleha, sta že stara da jima ga je težko poditi, ker je rad doma. Župan ga je razumel, mu segel v roko in odšel. Zvečer sta Podržajeva sklenila, da bosta prodala kravo, da bo lahko šel Janko na Dunaj v šolo. Na občinski seji je predsednik občinskim svetovalcem povedal, da imajo v Muhoboru premalo dela, da bi lahko dobili svojo sodnijo. Zvečer so v gostilni pri Pikapolonici delali načrt, kako bodo pridobili sodnijo. Sklenili so, da se mora v  Muhoboru povečati število sodnih postopkov, in določili, kaj vse je prekršek. Podržajevi so prodali kravo Rjavko županu, Janko pa se je odpravljal na odhod. Nekega dne je nekdo župan namazal hišo s kravjakom, Podržaj pa je izkoristil priložnost in ga zbadal s sodnijo. Janko se je hotel pred odhodom pretihotapiti k Julki. Med tem ga je župan po nesreči udaril po glavi, Janko se je zgrudil in obležal v postelji, zato mu je grozil zapor. Janko ni bil huje poškodovan, zato mu je odleglo. Šel ga je obiskat in dovolil poroko Janka z Julko, saj se imata rada. Janko in Julka sta se poročila, župan je bil oproščen obtožbe. Življenje v Muhoboru je teklo naprej po starem tiru, s sodnijo pa ni bilo nič. Poslanec dr. Gad je Muhoborcem izposloval od vlade nov poštni nabiralnik.

## Vir
Fran Milčinski. Muhoborci. Domorodna povest. Ljubljana: Založba Karantanija, 1991.